# Speedcubing
Speedcubingul (cunoscut și ca speedsolving sau speed-cubing) este activitatea de a rezolva un cub Rubik cât mai repede posibil. În acest caz, rezolvarea cubului se definește ca realizarea unor serii de mutări care transformă un cub „amestecat” într-un cub în care fiecare dintre cele șase fețe au o singură culoare, diferită de a celorlalte.
În iulie 2023, recordul mondial pentru cea mai rapidă rezolvare a unui cub Rubik într-un context competitiv este de 3,13 secunde. Acest record a fost realizat de Max Park la evenimentul Pride in Long Beach 2023 la 11 iunie 2023. Yiheng Wang a stabilit recordul pentru timpul mediu la cinci rezolvări în categoria 3x3x3 la 4,48 secunde la Mofunland Cruise Open 2023 pe 20 iunie 2023. Participanții la competițiile de speedcubing au predominant sub 20 de ani, și multe țări organizează competiții internaționale pe tot parcursul anului.